# Franco Faccio
Franco Faccio (Verona, 8 marzo 1840 – Monza, 21 luglio 1891) è stato un direttore d'orchestra e compositore italiano.

## Biografia

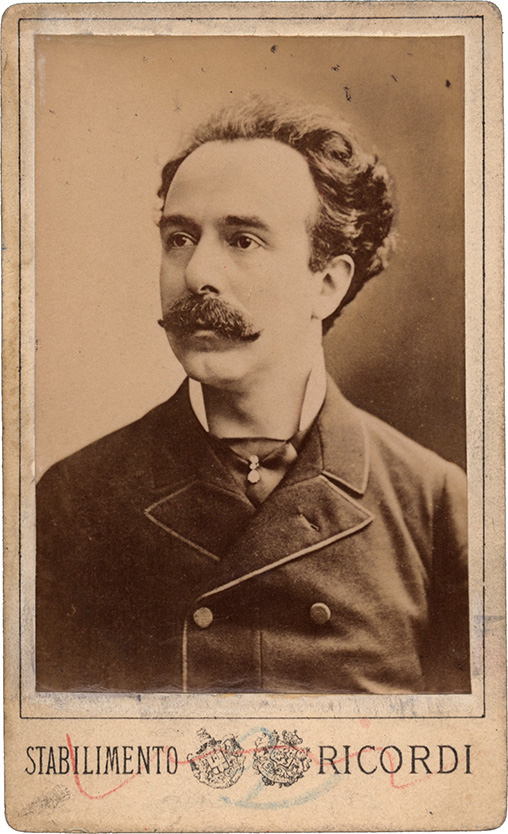
Franco Faccio

Studiò musica a Milano e frequentò assieme ad Arrigo Boito ed Emilio Praga il Salotto Maffei. Fu grazie alla stretta amicizia che legava Clara Maffei a Verdi che Faccio fu presentato al celebre compositore, il quale inizialmente lo accolse tiepidamente, anche a causa dei diversi gusti musicali e delle tendenze wagneriane e antitradizionali del giovane, ma in futuro ne farà il proprio direttore d'orchestra di fiducia.

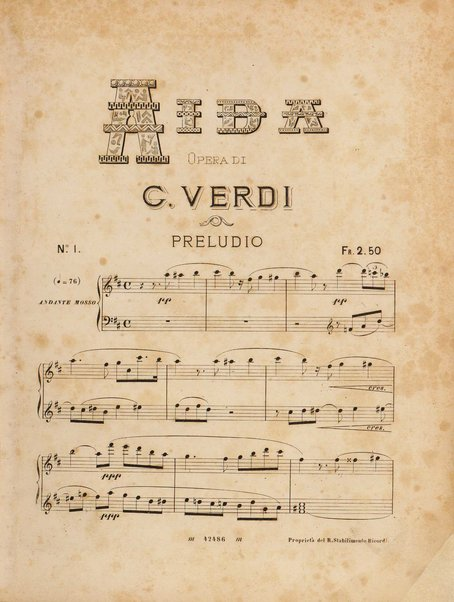
Spartito del preludio dell'Aida di Giuseppe verdi nella riduzione di Franco Faccio (1872).

Iniziò la sua carriera di compositore scrivendo le opere I profughi fiamminghi (su libretto di Emilio Praga, che debuttò con successo alla Scala di Milano l'11 novembre 1863 con Antonio Prudenza ed Antonio Cotogni) e Amleto (su libretto di Arrigo Boito, Genova, 1865 con Angelo Mariani, Mario Tiberini e Angelina Ortolani). In particolare Boito lo conobbe nell'ambito della corrente alla quale entrambi aderirono attivamente: la Scapigliatura.
Nel 1867 iniziò la carriera di direttore d'orchestra per la Società del Quartetto presso il conservatorio di Milano e dal 1871 svolse la stessa attività con l'orchestra del Teatro alla Scala di Milano dove nel marzo 1868 diresse la prima di Don Carlo con Teresa Stolz.
Alla Scala nel 1871 dirige Amleto con Tiberini ed Ormondo Maini, nel 1872 il successo della prima di Aida con la Stolz, Maini e Maria Waldmann e la prima di Il franco cacciatore (curandone la traduzione) con la Waldmann e Maini, nel 1873 la prima assoluta di Fosca (opera) con Victor Maurel e Maini e la prima di Lohengrin (opera) con Italo Campanini (tenore) e Maurel alla presenza di Antonio Smareglia e nel 1874 la prima assoluta di I Lituani con Luigi Bolis ed Antonietta Fricci e la Messa di Requiem (Verdi) con la Stolz, la Waldmann e Maini. Sempre nel 1874 dirige Una vita per lo Zar al Teatro Dal Verme di Milano.
Negli anni Settanta e Ottanta venne considerato come il più grande e celebrato direttore d'orchestra d'Italia. Suo grande merito fu quello di aver contribuito a promuovere (assieme a Bazzini e alla Società del Quartetto milanese) prima a Milano, poi in altre città, la musica sinfonica europea.
Con l'orchestra della Scala, Faccio eseguì anche brani sinfonici di giovani maestri italiani, che portò anche in tournée all'estero: memorabile la partecipazione della Società orchestrale del Teatro alla Scala, da lui diretta, all'Esposizione di Torino del 1884, assieme alle neonate orchestra sinfoniche di Roma, Napoli, Torino e Bologna. La rinascita della musica strumentale in Italia vide dunque in lui uno dei protagonisti.
Faccio diresse la prima rappresentazione italiana dell'Aida (1872) e dell'Otello (1887) di Verdi, al quale era diventato molto legato, e dell'Edgar di Puccini.
Tra i suoi incarichi vi fu anche quello di direttore del Conservatorio di Parma.

## Opere

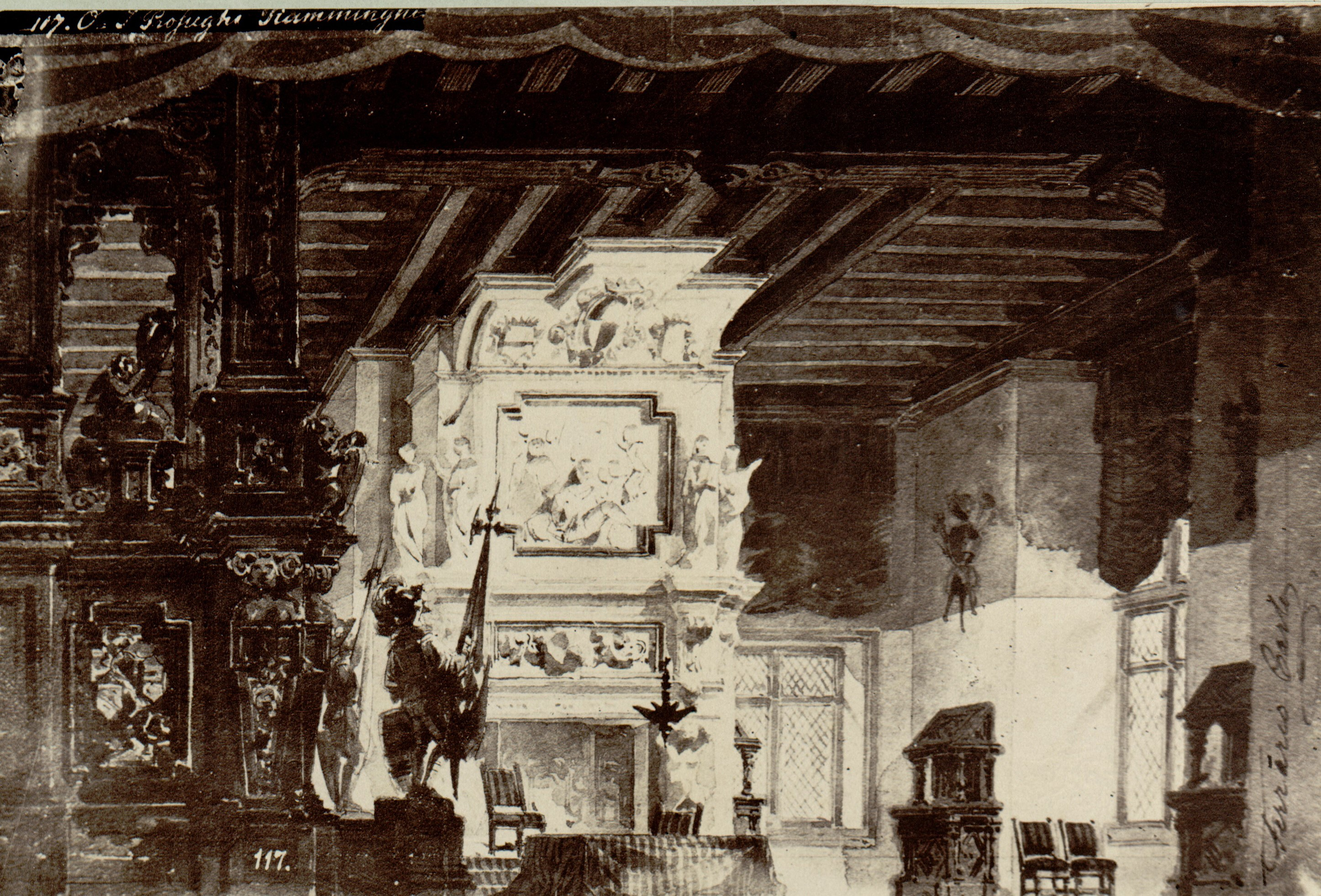
Sala dei capitani, bozzetto per I profughi fiamminghi (1863).
Archivio Storico Ricordi

- I profughi fiamminghi, su libretto di Emilio Praga (1863 al Teatro alla Scala di Milano diretta da Faccio con Antonio Prudenza e Antonio Cotogni)
- Amleto, su libretto di Arrigo Boito (1865 al Teatro Carlo Felice di Genova)